# Johann David Heinichen
Pour les articles homonymes, voir Heinichen.
Johann David Heinichen (né à Krauschwitz le 17 avril 1683 et décédé à Dresde le 16 juillet 1729), est un compositeur et théoricien saxon de musique baroque.
Il est l'auteur du cercle des quintes utilisé actuellement, la première version connue de cet outil logique ayant été développé par le compositeur et théoricien musical ukrainien Nikolaï Diletsky dans son traité musical « Idea grammatikii musikiyskoy », publié à Moscou en 1679.

## Biographie

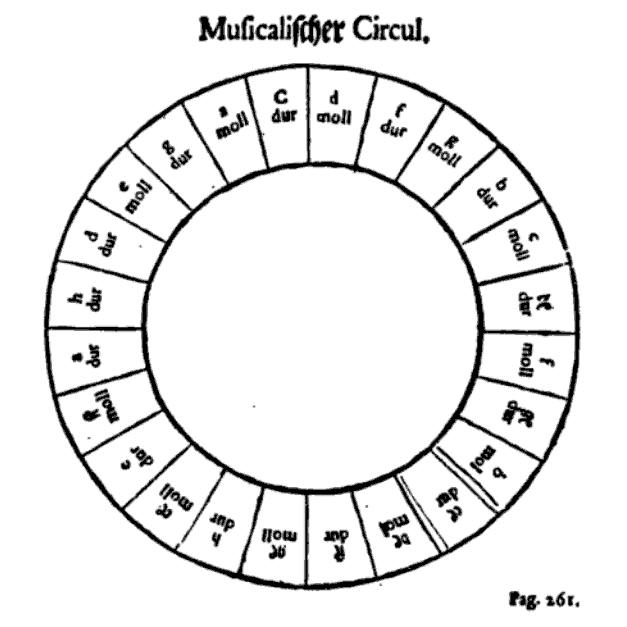
Cycle des quintes de Johann David Heinichen

Heinichen est un élève de Johann Kuhnau, Thomaskantor à Leipzig, où il fait des études de droit. Après cette formation il se rend en Italie où il remporte de nombreux succès avec ses opéras.
En 1710, il publie son œuvre théorique sur la basse continue, Der General Bass in der Composition, dans laquelle il expose aussi le Cycle des quintes. À Rome en 1712, il donne des cours de musique au prince Léopold d'Anhalt-Köthen qui le prend comme compositeur. Ce prince nommera en 1717 Johann Sebastian Bach maître de chapelle à sa cour.
En 1716, il rencontre à Venise le prince Électeur de Saxe qui l'engage le 28 août 1716 comme maître de la chapelle du roi de Saxe Auguste II de Pologne où il a pour collègues les compositeurs Johann Adolf Hasse et Jan Dismas Zelenka, les violonistes Francesco Maria Veracini, Johann Georg Pisendel, et le flûtiste Johann Joachim Quantz. Aux deux derniers, il a donné également des leçons de composition.

## Œuvres
Sa musique était très populaire, de nombreux concertos, ouvertures, sonates et d'innombrables œuvres de musique sacrée nous sont restées. Plusieurs de ses messes, ainsi que sa dernière œuvre, le Magnificat, suscitent de nos jours l’intérêt du public.

## Écrits
- Neu erfundene und Gründliche Anweisung Wie Ein Music-Liebender auff gewisse vortheilhafftige Arth könne Zu vollkommener Erlernung des General-Basses, Entweder Durch eigenen Fleiß selbst gelangen oder durch andere kurz und glücklich dahin angeführet werden dergestalt Daß er so wohl die Kirchen als Theatralischen Sachen insonderheit auch das Accompagnement des Recitativ-Styli wohl verstehe und geschickt zu tractiren wisse. […] Nebst einer Ausführlichen Vorrede. Benjamin Schiller, Hamburg 1711.
- Der General-Bass in der Composition, Oder: Neue und gründliche Anweisung Wie ein Music-Liebender mit besonderm Vortheil, durch die Principia der Composition, nicht allein den General-Bass im Kirchen- Cammer- und Theatralischen Stylô vollkommen, & in altiori Gradu erlernen; sondern auch zu gleicher Zeit in der Composition selbst, wichtige Profectus machen könne. Nebst einer Einleitung Oder Musicalischen Raisonnement von der Music überhaupt, und vielen besondern Materien der heutigen Praxeos. Selbstverlag, Dresden 1728.